# La Neuville-Garnier

La Neuville-Garnier este o comună în departamentul Oise, Franța. În 1 ianuarie 2018 avea o populație de 256 de locuitori.